# Irena Kolesar
Irena Kolesar (Slavonski Brod, 22. studenog 1925. – Zagreb, 3. rujna 2002.) je bila hrvatska kazališna, televizijska i filmska glumica.

## Životopis
Irena Kolesar je kći obućara Mije-Miška Kolesara (Rusina), i domaćice Rozalije Strumberger, podrijetlom Njemice. 1935. godine obitelj Kolesar, preselila se iz Slavonskog Broda u Zagreb, gdje je njen otac otvorio obrt u Ilici, nedaleko tadašnjeg kina «Jadran». Irena je tada imala devet godina, s nepunih 17 godina otišla je u partizane (1943.) i postala borac Trinaeste proleterske brigade - Rade Končar. Glumac Joža Gregorin uključio ju je u kazališnu družinu te brigade, a nakon toga postala je članica Kazališta narodnog oslobođenja Hrvatske. U kazalištu se upoznala s glumcem Šimom Šimatovićem s kojim se vjenčala u lipnju 1944., za vrijeme «Kongresa kulturnih radnika u Topuskom».
Nakon oslobođenja vratila se u Zagreb 1945., gde je primljena u dramski ansambl Hrvatskog narodnog kazališta. 
Vjekoslav Afrić povjerio joj je 1947. glavnu ulogu mlade neustrašive partizanke s mora u prvom poslijeratnom cjelovečernjem igranom filmu Slavica. Ta uloga, napravila je od Irene Kolesar pravu zvijezdu novorođene države. Slavicu je gledalo oko dva milijuna gledatelja u Jugoslaviji.
Irena Kolesar je uz rad na prvim domaćim filmovima (ukupno 7), radila i u svojoj matičnoj kući gdje je ostvarila brojne zapažene uloge (Laura u Williamsovoj  „Staklenoj menažeriji“, Hedviga u Ibsenovoj »Divljoj patci« u režiji Branka Gavelle). Irena se dopala Bojanu Stupici, tadašnjem velikom magu jugoslavenskog teatra koji ju je nagovorio da prijeđe u njegovo Jugoslovensko dramsko pozorište, Beograd 1953. Prva uloga koju joj je povjerio bila je Julija u Shakespeareovoj tragediji »Romeo i Julija«. 
U Jugoslovenskom dramskom pozorištu Irena je radila 20 godina sve do 1973. U tom razdoblju ostvarila je veliki broj zapaženih uloga, među kojima valja spomenuti; Ofeliju i Gertrudu u «Hamletu», Noru u Ibsenovoj »Lutkinoj kući«.  U to je vrijeme 15 puta za redom igrala Ofeliju iz „Hamleta“, u režiji Marka Foteza na Dubrovačkim ljetnim igrama. 
Od 1973. Irena je u mirovini, nakon toga se vratila u Zagreb, i radila još neko vrijeme honorarno nastupajući na televiziji i po zagrebačkim kazalištima (Žar ptica, Teatar u gostima).
- 1981. godine na Filmskom festivalu u Puli nagrađena je Zlatnom arenom za cjelokupni doprinos filmskom stvaralaštvu.

Unatoč činjenice da je bila zvijezda socijalističke Jugoslavije, to se nije odrazilo na njeno materijalno stanje, - kraj života dočekala je u više nego skromnim uvjetima sa svega 1200 kuna mirovine i 300 kuna boračkog dodatka. Umrla je nakon duge i teške bolesti (Alzheimerove bolesti) 3. rujna 2002. u staračkom domu „Ksaver“ u Zagrebu.

## Karijera

#### Film
| Godina | Naslov filma                                | Uloga            |
| ------ | ------------------------------------------- | ---------------- |
| 1981.  | Ujka Vanja                                  | Marina           |
| 1978.  | Otvoren prozor                              |                  |
| 1975.  | Djevojčica koja nije znala ni kravu pomusti |                  |
| 1972.  | Dragi Antoan                                |                  |
| 1972.  | Lica                                        |                  |
| 1971.  | Kapetan iz Kepenika                         |                  |
| 1968.  | Stravinja                                   |                  |
| 1968.  | Ne igraj se ljubavlju                       |                  |
| 1967.  | Nikad se ne zna                             |                  |
| 1966.  | Neobičan dan                                |                  |
| 1963.  | Inkognito                                   |                  |
| 1963.  | Čovjek i zvijer                             | Seljanka         |
| 1962.  | Trojanskog rata neće biti                   | Andromaha        |
| 1961.  | Ne diraj u sreću                            | Slavka           |
| 1961.  | Hedda Gabler                                |                  |
| 1960.  | Spletka i ljubav                            |                  |
| 1957.  | Vratit ću se                                | Jana Dujšin      |
| 1956.  | Poslednji kolosek                           | Jelena Mijatović |
| 1953.  | Kameni horizonti                            | Mala             |
| 1950.  | Plavi 9                                     | Nena             |
| 1948.  | Besmrtna mladost                            | Zorica           |
| 1947.  | Slavica                                     | Slavica          |

#### Televizijske serije
| Godina | Naslov djela        | Vrsta djela | Uloga                  |
| ------ | ------------------- | ----------- | ---------------------- |
| 1982.  | Nepokoreni grad     | TV serija   | Teta Lenka (2 epizode) |
| 1972.  | Nikola Tesla        | TV serija   | Margaret               |
| 1972.  | Klupa na Jurjevskom | TV serija   | Nuša (5 epizoda)       |
| 1967.  | Zamislite           | TV serija   | Irena Kolesar          |
| 1966.  | Galski pijetao      | TV serija   |                        |

## Vanjske poveznice
- Nenad Polimac: Kako se Irena Kolesar proslavila ‘Slavicom’ i upropastila filmsku karijeru, Portal Nacional  Arhivirana inačica izvorne stranice od 29. svibnja 2010. (Wayback Machine)
- O Ireni Kolesar na portalu Vjesnik on line[neaktivna poveznica]
- O Ireni Kolesar na portalu Imdb